# Specie di Echeveria
Elenco delle specie di Echeveria:

## A
- Echeveria acutifolia Lindl.
- Echeveria affinis E.Walther
- Echeveria agavoides Lem.
- Echeveria alata Alexander
- Echeveria alpina E.Walther

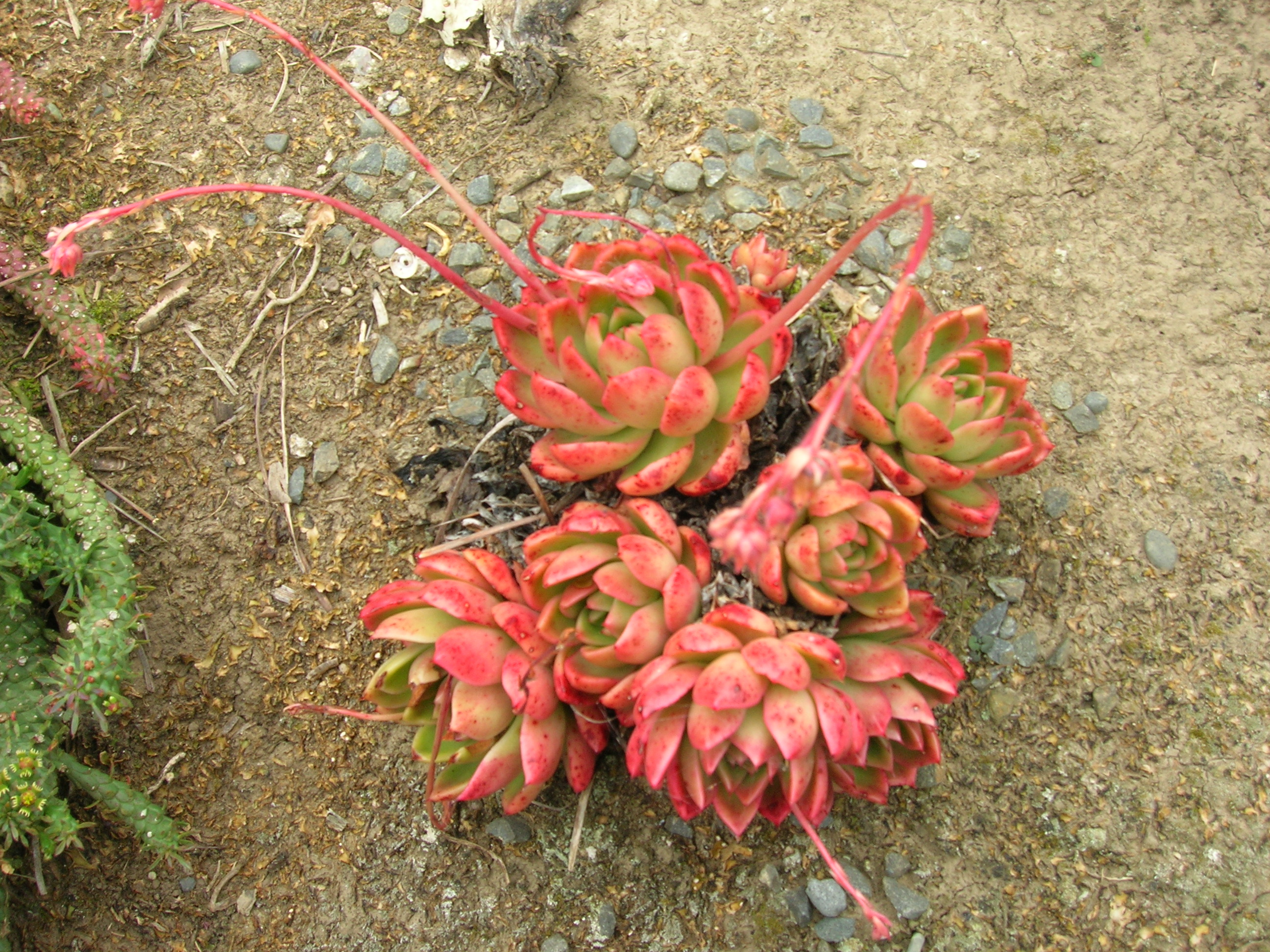
Echeveria agavoides

- Echeveria amoena De Smet ex E.Morren
- Echeveria amphoralis E.Walther
- Echeveria andicola Pino
- Echeveria angustifolia E.Walther
- Echeveria atropurpurea (Baker) E.Morren
- Echeveria australis Rose

## B
- Echeveria bakeri Kimnach
- Echeveria ballsii E.Walther
- Echeveria bella Alexander
- Echeveria bicolor (Kunth) E.Walther
- Echeveria bifida Schltdl.
- Echeveria bifurcata Rose

## C
- Echeveria calderoniae Pérez-Calix
- Echeveria calycosa Moran
- Echeveria canaliculata Hook.f.
- Echeveria cante Glass & Mend.-Garc.
- Echeveria carminea Alexander

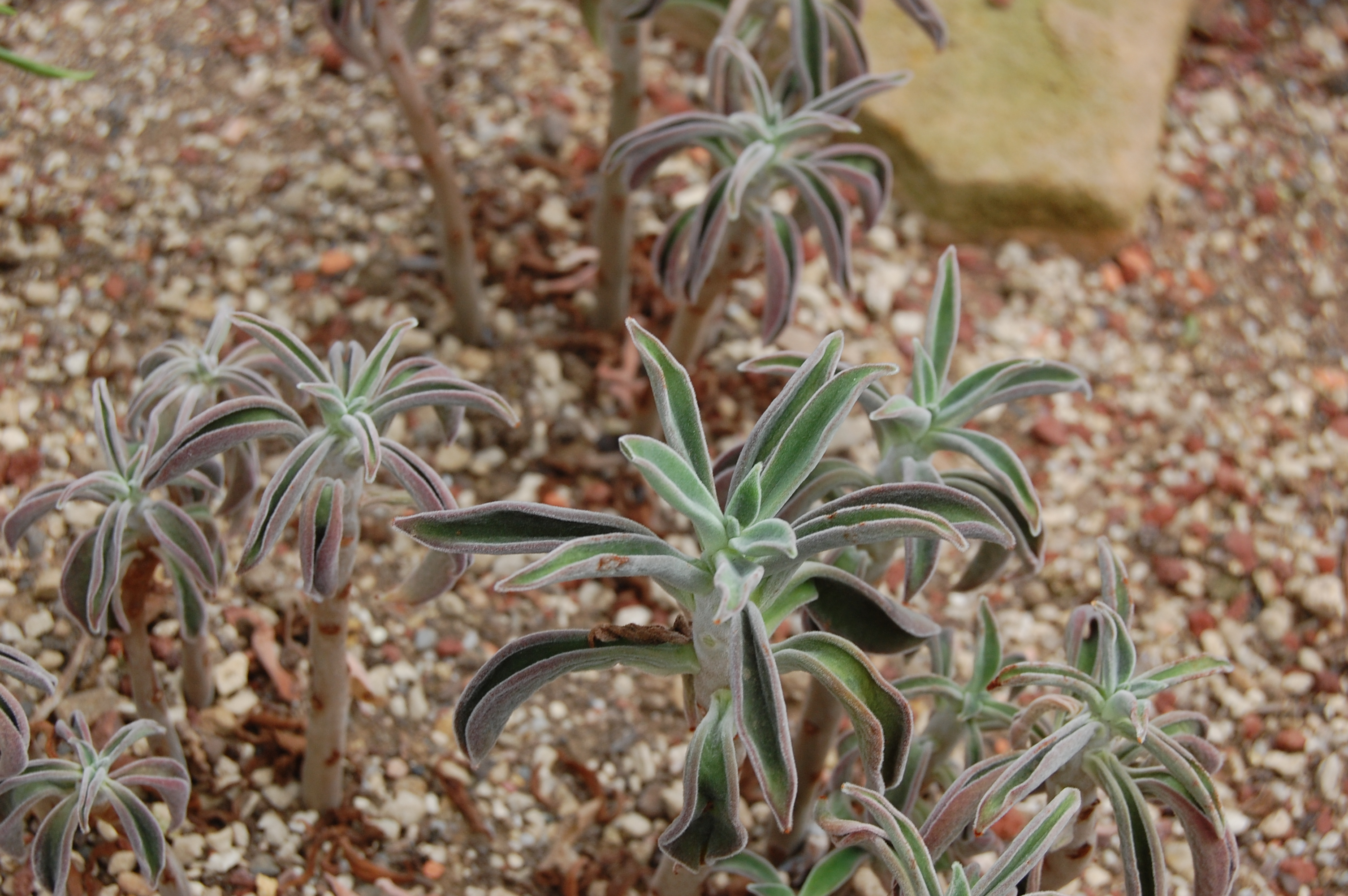
Echeveria coccinea

- Echeveria carnicolor (Baker) E.Morren
- Echeveria chapalensis Moran & C.H.Uhl
- Echeveria chazaroi Kimnach
- Echeveria chiapensis Rose ex Poelln.
- Echeveria chiclensis (Ball) A.Berger
- Echeveria chihuahuaensis Poelln.
- Echeveria chilonensis (Kuntze) E.Walther
- Echeveria coccinea (Cav.) DC.
- Echeveria colorata E.Walther
- Echeveria cornuta E.Walther
- Echeveria craigiana E.Walther
- Echeveria crassicaulis E.Walther
- Echeveria crenulata Rose
- Echeveria cuicatecana J.Reyes, Joel Pérez & Brachet
- Echeveria cuspidata Rose

## D
- Echeveria dactylifera E.Walther
- Echeveria decumbens Kimnach
- Echeveria derenbergii J.A.Purpus
- Echeveria difractens Kimnach & A.B.Lau

## E
- Echeveria elatior E.Walther
- Echeveria elegans Rose
- Echeveria erubescens E.Walther

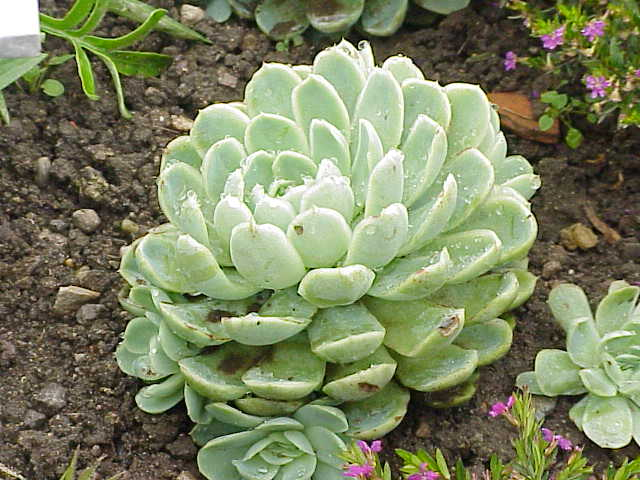
Echeveria elegans

- Echeveria eurychlamys (Diels) A.Berger
- Echeveria excelsa (Diels) A.Berger
- Echeveria expatriata Rose

## F
- Echeveria fimbriata C.H.Thomps.
- Echeveria fulgens Lem.

## G
- Echeveria gibbiflora DC.
- Echeveria gigantea Rose & Purpus
- Echeveria globuliflora E.Walther
- Echeveria globulosa Moran
- Echeveria goldmanii Rose

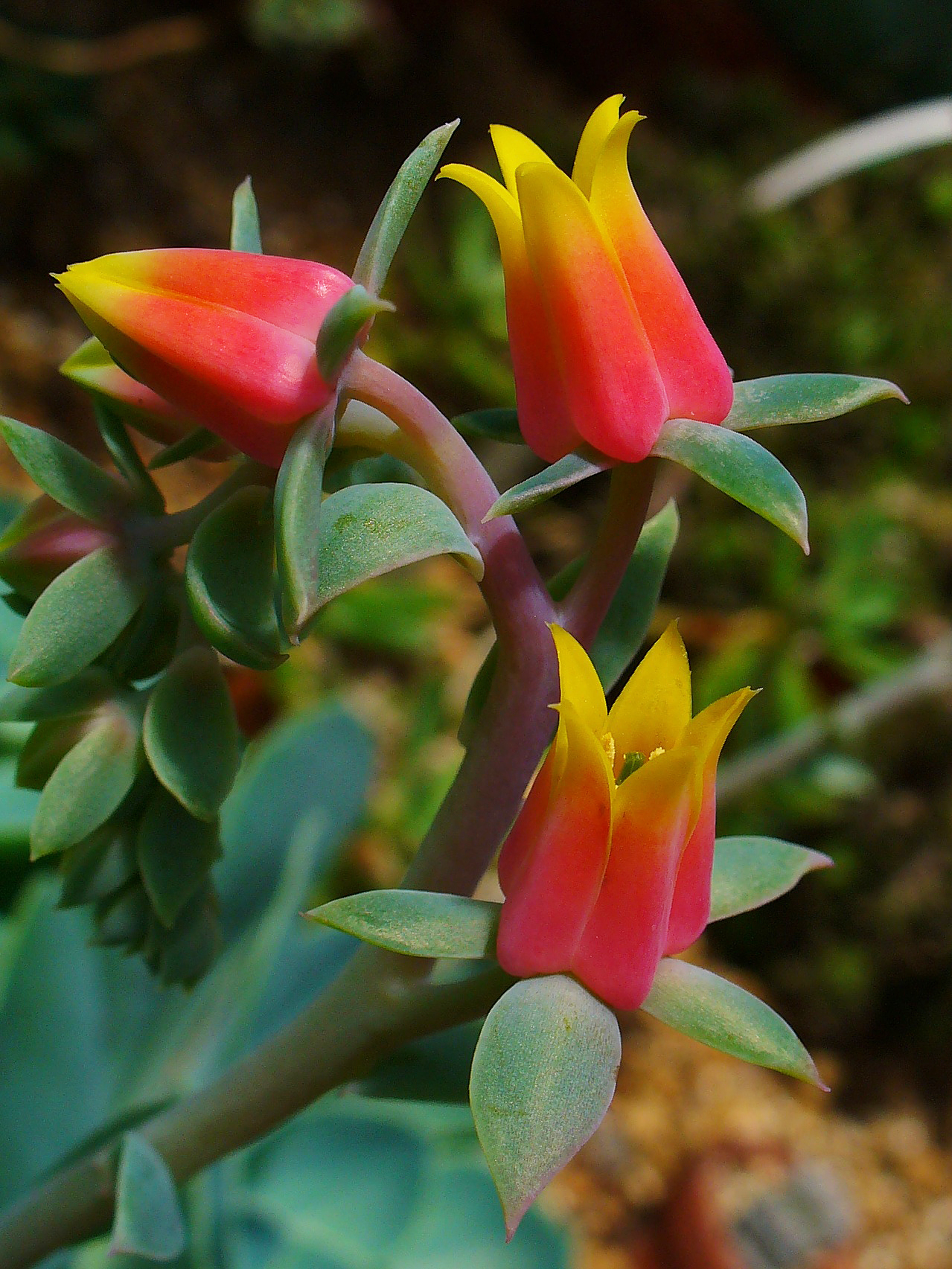
Echeveria gibbiflora

- Echeveria gracilis Rose ex E.Walther
- Echeveria grandiflora Haw.
- Echeveria grandifolia Haw.
- Echeveria grisea E.Walther
- Echeveria guatemalensis Rose

## H
- Echeveria halbingeri E.Walther
- Echeveria harmsii J.F.Macbr.
- Echeveria helmutiana Kimnach
- Echeveria heterosepala Rose
- Echeveria humilis Rose
- Echeveria hyalina E.Walther

## J
- Echeveria juarezensis E.Walther

## K
- Echeveria kimnachii J.Meyrán & Vega

## L

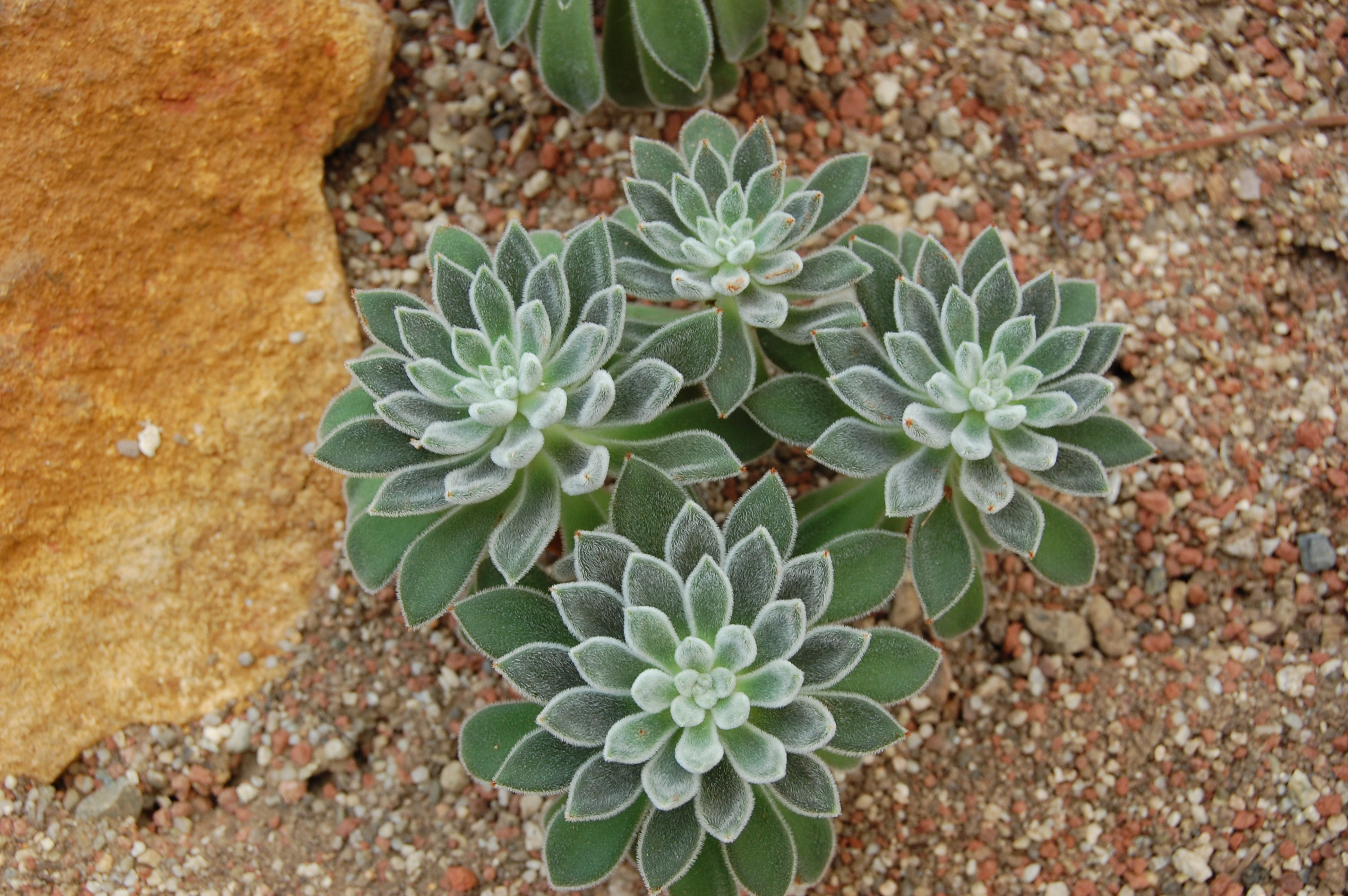
Echeveria leucotricha

- Echeveria laui Moran & J.Meyrán
- Echeveria leucotricha J.A.Purpus
- Echeveria lilacina Kimnach & Moran
- Echeveria linguaefolia Lem.
- Echeveria longiflora E.Walther
- Echeveria longipes E.Walther
- Echeveria longissima E.Walther
- Echeveria lozanoi Rose
- Echeveria lurida Haw.
- Echeveria lutea Rose
- Echeveria lyonsii Kimnach

## M
- Echeveria macdougallii E.Walther

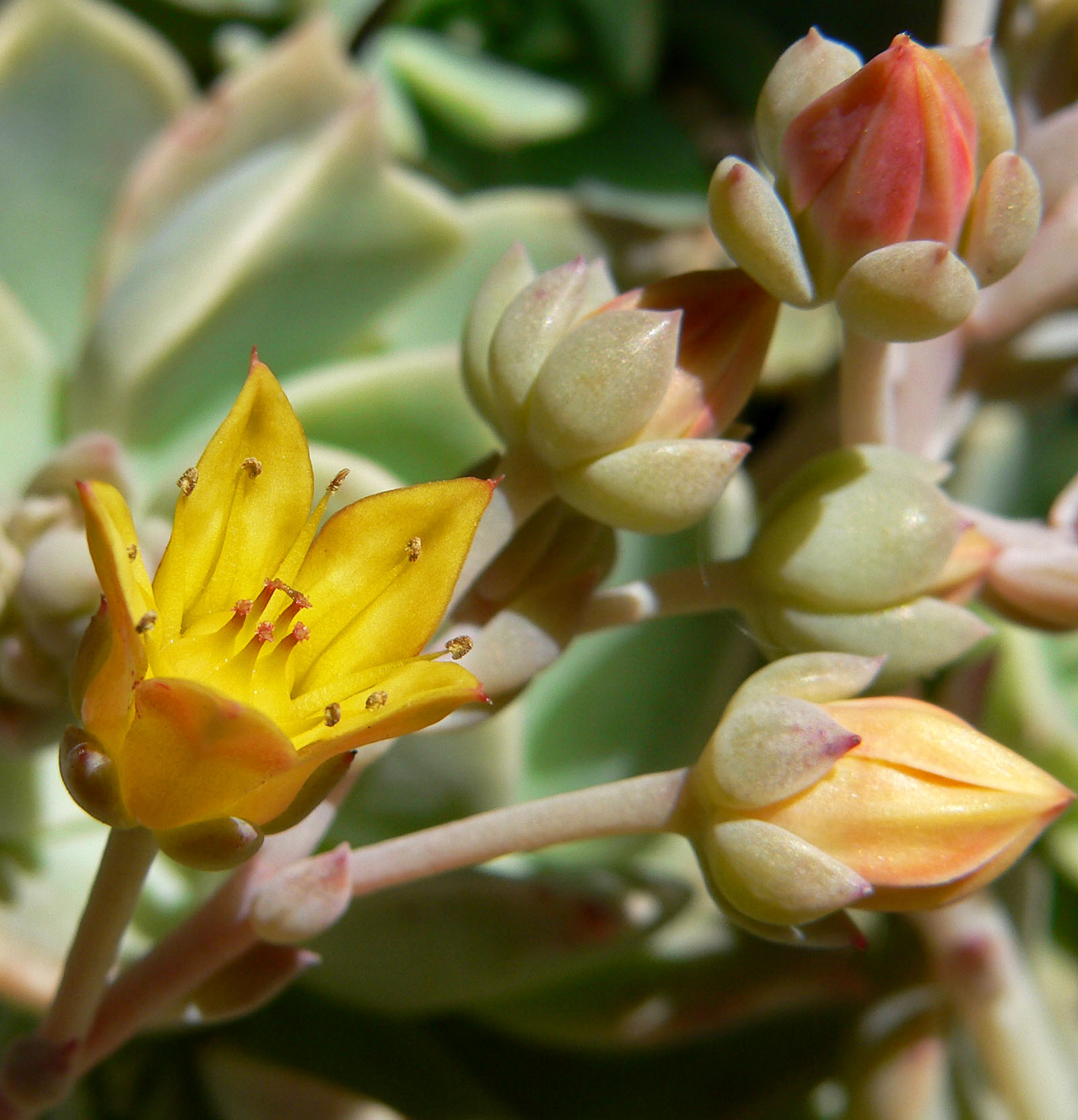
Echeveria multicaulis

- Echeveria macrantha Standl. & Steyerm.
- Echeveria maxonii Rose
- Echeveria megacalyx E.Walther
- Echeveria meyraniana E.Walther
- Echeveria microcalyx Britton & Rose
- Echeveria minima J.Meyrán
- Echeveria montana Rose
- Echeveria moranii E.Walther
- Echeveria mucronata Schltdl.
- Echeveria multicaulis Rose
- Echeveria multicolor C.H.Uhl

## N
- Echeveria nayaritensis Kimnach

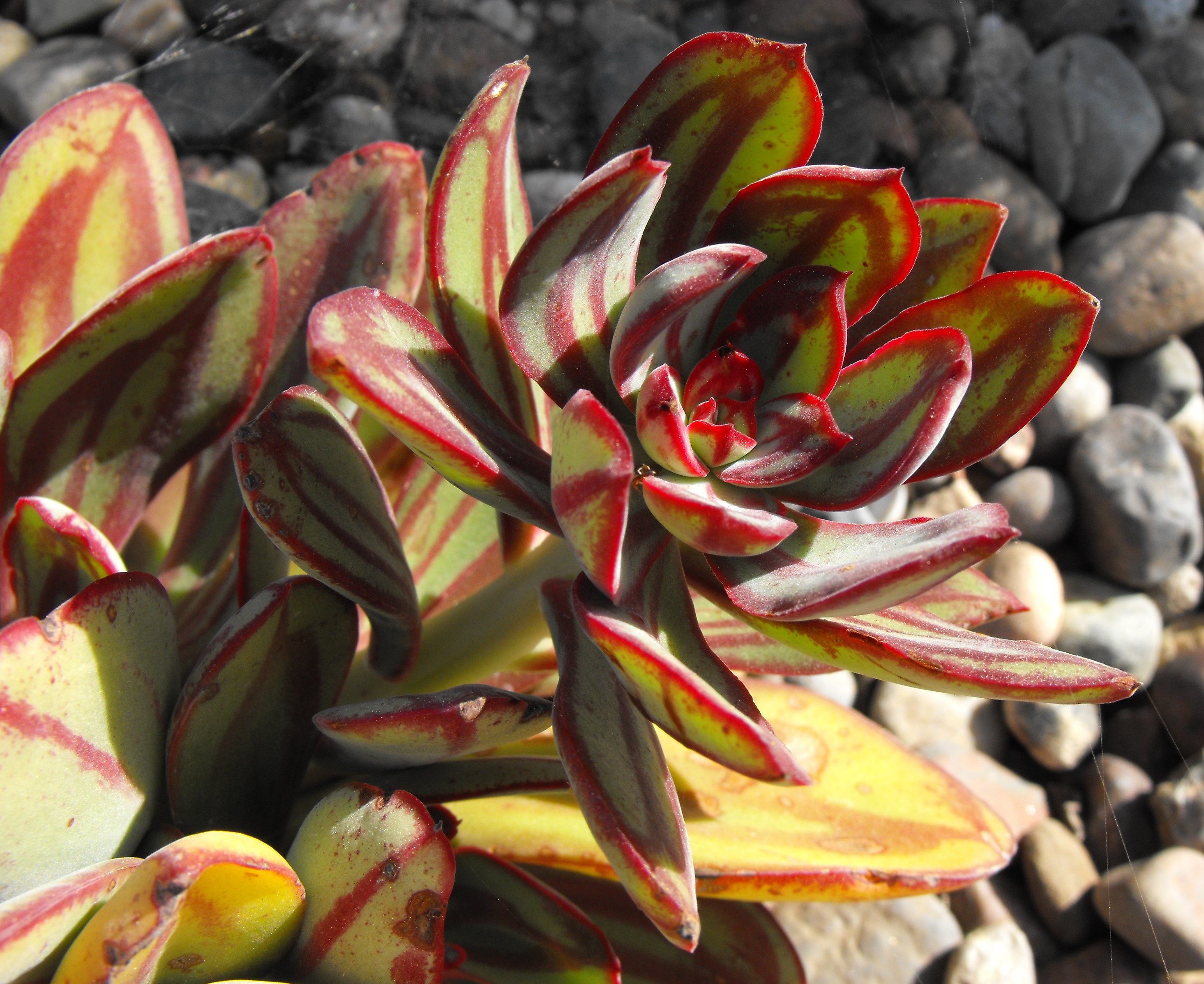
Echeveria nodulosa

- Echeveria nebularum Moran & Kimnach
- Echeveria nodulosa (Baker) Otto
- Echeveria nuda Lindl.

## O
- Echeveria olivacea Moran
- Echeveria omiltemiana Matuda
- Echeveria oreophila Kimnach

## P
- Echeveria pallida E.Walther
- Echeveria palmeri Rose
- Echeveria paniculata A.Gray

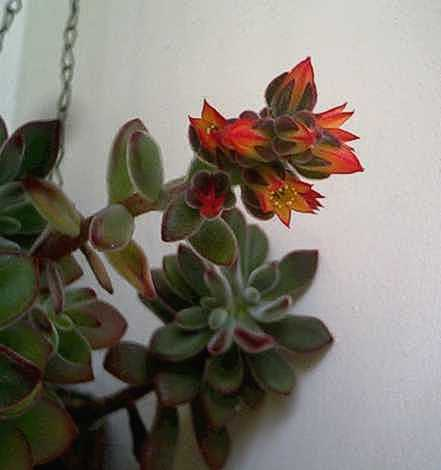
Echeveria pulvinata

- Echeveria papillosa Kimnach & C.H.Uhl
- Echeveria patriotica I.García & Pérez-Calix
- Echeveria peacockii Croucher
- Echeveria penduliflora E.Walther
- Echeveria pendulosa Kimnach & C.H.Uhl
- Echeveria peruviana Meyen
- Echeveria pilosa J.A.Purpus
- Echeveria pinetorum Rose
- Echeveria pittieri Rose
- Echeveria platyphylla Rose
- Echeveria pringlei (S.Watson) Rose
- Echeveria procera Moran
- Echeveria prolifica Moran & J.Meyran
- Echeveria proxima E.Walther
- Echeveria prunina Kimnach & Moran
- Echeveria pubescens Schltdl.
- Echeveria pulidonis E.Walther
- Echeveria pulvinata Rose
- Echeveria pumila Schltdl.
- Echeveria purpusorum (Rose) A.Berger

## Q
- Echeveria quitensis (Kunth) Lindl.

## R

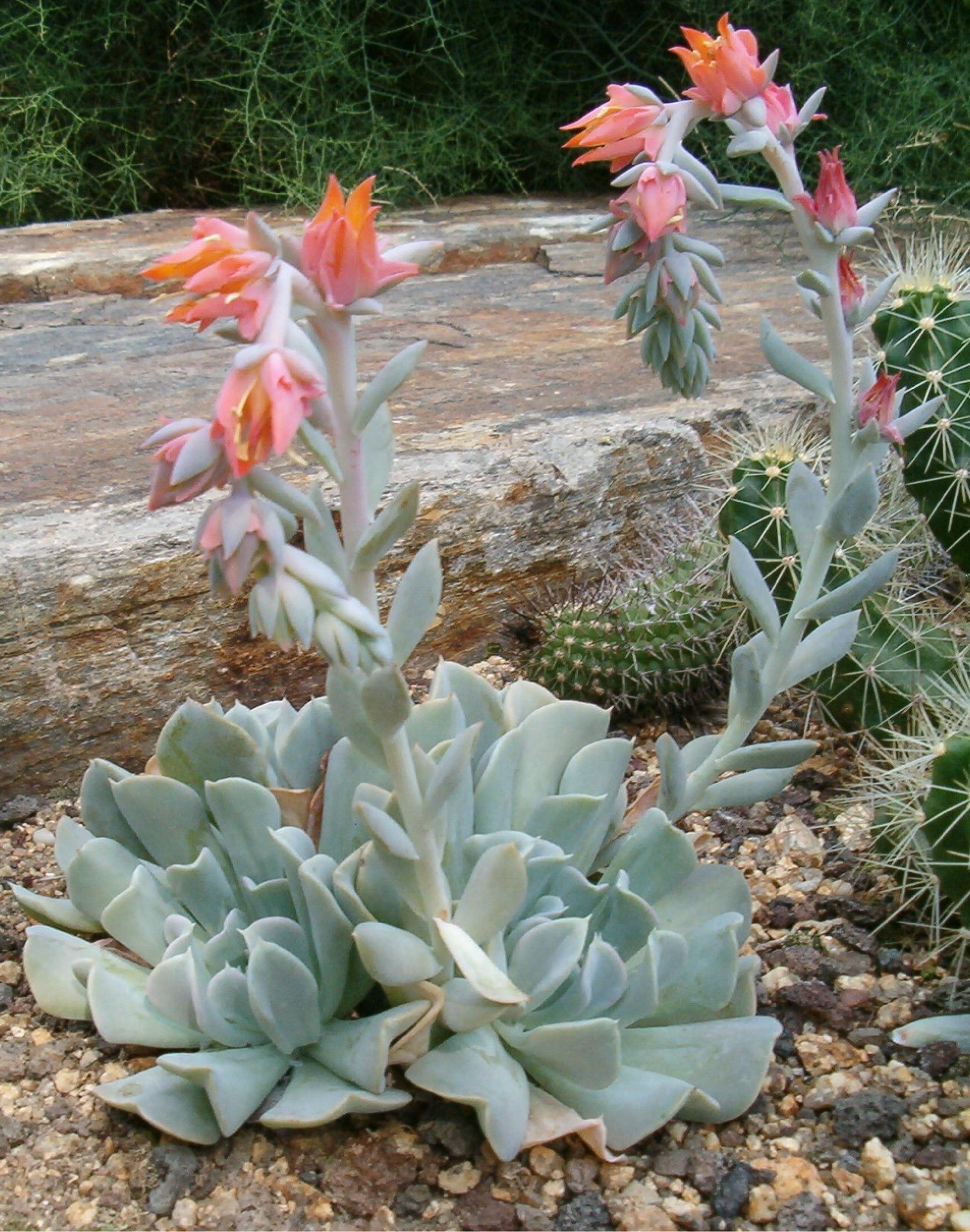
Echeveria runyonii

- Echeveria racemosa Schltdl. & Cham.
- Echeveria rauschii Keppel
- Echeveria reglensis E.Walther
- Echeveria rodolfoi Mart.-Aval. & Mora-Olivo
- Echeveria rosea Lindl.
- Echeveria rubromarginata Rose
- Echeveria runyonii Rose

## S
- Echeveria × sayulensis E.Walther
- Echeveria schaffneri (S.Watson) Rose
- Echeveria scheerii Lindl.
- Echeveria secunda Booth ex Lindl.
- Echeveria sedoides E.Walther
- Echeveria semivestita Moran
- Echeveria sessiliflora Rose
- Echeveria setosa Rose & Purpus
- Echeveria shaviana E.Walther
- Echeveria skinneri E.Walther
- Echeveria spectabilis Alexander
- Echeveria steyermarkii Standl.
- Echeveria stolonifera (Baker) Otto
- Echeveria strictiflora A.Gray
- Echeveria subalpina Rose & Purpus
- Echeveria subcorymbosa Kimnach & Moran
- Echeveria subrigida (B.L.Rob. & Seaton) Rose

## T
- Echeveria tencho Moran & C.H.Uhl
- Echeveria tenuifolia E.Walther
- Echeveria tenuis Rose
- Echeveria teretifolia DC.

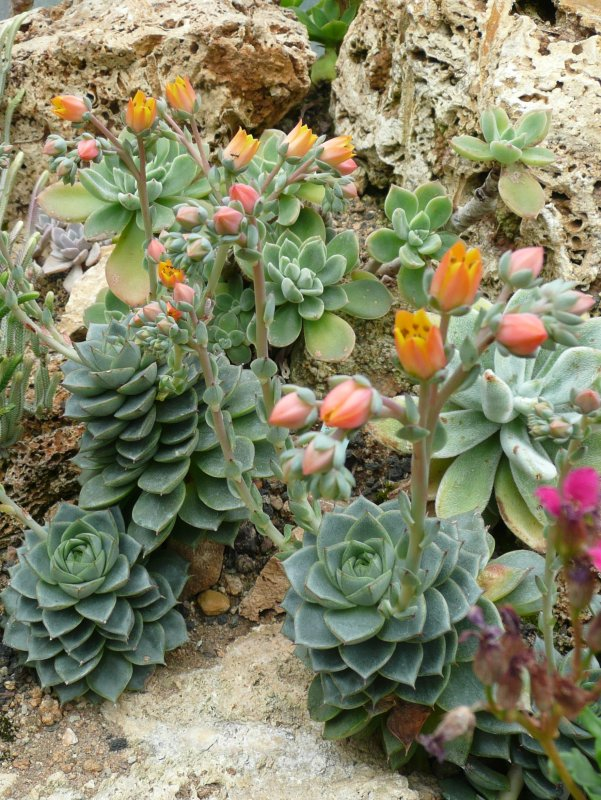
Echeveria turgida

- Echeveria tobarensis (Rose) A.Berger
- Echeveria tolimanensis Matuda
- Echeveria tolucensis Rose
- Echeveria trianthina Rose
- Echeveria turgida Rose

## U
- Echeveria uhlii J.Meyrán
- Echeveria unguiculata Kimnach
- Echeveria utcubambensis Hutchison ex Kimnach

## V
- Echeveria valvata Moran
- Echeveria vanvlietii Keppel
- Echeveria violescens E.Walther
- Echeveria viridissima E.Walther

## W
- Echeveria walpoleana Rose
- Echeveria waltheri Moran & J.Meyrán
- Echeveria westii E.Walther
- Echeveria whitei Rose
- Echeveria wurdackii Hutchison ex Kimnach

## X
- Echeveria xichuensis L.G.López & J.Reyes